# Landstände des Stifts Fulda
Die Landstände des Stifts Fulda waren die landständische Vertretung von Ritterschaft, Kirche und Städten im weltlichen Herrschaftsgebiet des Stifts Fulda.

## Geschichte

### Die Einungen
Der Stift Fulda war Lehensgeber über eine Vielzahl von Einzellehen. Im Mittelalter erfolgte die Kommunikation zwischen dem Fürstabt und seinen Vasallen über Hoftage.
Im 14. Jahrhundert artikulierten sich die Stände erstmals in Einungen. Dies waren zunächst informelle Treffen von verbündeten Korporationen. So waren auf der Einung am 19. November 1380 Ritter und die Städte Fulda, Vacha und Hammelburg vertreten. Anlass war die geringe Fähigkeit des Fürstabtes, die Verteidigung des Territoriums sicherzustellen und die häufigen Verpfändungen von Besitzungen.
Die bedeutendste Einung war die vom 25. Januar 1382. Hier traten die Ritter, Städte, das Stiftskapitel und Vertreter klösterlicher Gemeinschaften zusammen. Nach dem Sturz von Fürstabt Konrad IV wurde die Einsetzung einer Pflegschaft beschlossen. Als Instrument der Durchsetzung der Interessen der Stände wurde ein ständiger Ausschuss eingesetzt.
Am 20. August 1384, am 21. März 1386 und am 22. Februar 1387 kam es zu weiteren Einungen. Am 12. März 1387 schlossen sich der würzburgische Bischof und würzburgische Städte, später auch hessische Städte der Einung an.
Bereits unter Fürstabt Friedrich I. (1383–1395) büßte die Einung und der ständige Ausschuss seine Bedeutung weitgehend ein. Hauptgrund war der Rückzug der Ritterschaft, die fürchtete, der Fürstabt könne über dieses Instrument die eigene Gerichtsbarkeit ausweiten. Daneben hatte der allgemeine Landfriede 1389 das Sicherheitsbedürfnis der Stände befriedigt.

### Das Kapitel
Als kirchliche und gleichzeitig weltliche Herrschaft hatte die Vertretung des Klerus eine Doppelrolle: Als Kapitel wählten sie den Fürstabt und waren somit Teil der Herrschaft, als Teil der Landstände vertraten sie ihre lokalen Interessen.
Mit dem Abschluss der „Alten Statuten“ vom 1. September 1395 (auch „ständige Wahlkapitulation“) waren die Rechte des Kapitels kodifiziert worden. Dem Kapitel gelang es, den Machtkampf der beiden Kandidaten als Fürstabt, Johann von Merlau (1395–1440) und des Stiftsdechants Karl von Bibra, zu nutzen, die eigene Macht deutlich zu stärken. Aber auch die Rechte der Ritterschaft wurden in den Alten Statuten erneut bestätigt.
Als zentrales Recht erhielt das Kapitel das Steuerbewilligungsrecht, aber auch Mitwirkungsrechte bei Verpfändungen.
Die Statuten vom 25. Juli 1410 erweiterten die Rechte das Kapitels noch: Nun mussten alle politischen, rechtlichen und verfassungsmäßigen Änderungen in der Kapitelversammlung besprochen werden.
Während einerseits durch diese Regelungen die ständische Mitwirkung gegenüber anderen Reichsständen deutlich ausgeprägter war, war die Mitwirkung von Ritterschaft und Städten gering. Während die Ritterschaft mit dieser Situation durchaus einverstanden war, weil sie umgekehrt ihre Unabhängigkeit vom Fürstabt steigerte (ihnen war Steuerfreiheit und ein bevorzugter Gerichtsstand im sogenannten Paradiesgericht zugesagt), waren die Städte hierdurch Steuerforderungen des Abtes gegenüber schlecht geschützt.

### Entstehung der Landstände
Mit der zunehmenden Territorisierung formalisierten sich die Landstände in vielen Gebieten. Im Stift Fulda trat am 12. August 1510 die Ritterschaft in einer Einung zusammen und beschloss einen gegenseitigen Beistandspakt gegen Fehden, der so allgemein formuliert war, dass er sich auch gegen den Landesherren richten konnte, und die Einrichtung eines Schiedsgerichtes, das das Anrufen des fuldaischen Hofgerichtes umgehen sollte. Es wurden künftig jährliche Treffen vereinbart, auf denen dann ein Sprecher gewählt werden sollte.
Bedeutung erlangte dieser Schulterschluss fünf Jahre später. Fürstabt Hartmann Burggraf von Kirberg war ein Mann von Ehrgeiz und hatte bei Kaiser und Papst die Inkorporation der Abtei Hersfeld in das Stift Fulda erreicht. Dies kostete viel Geld und stieß auf erbitterten Widerstand der Landgrafschaft Hessen. Um sich des Rückhalts im eigenen Land zu versichern, musste der Fürstabt Anfang März 1515 Ritterschaft und Städte zu einem Treffen einladen. Ritterschaft und Städte verweigerten die Unterstützung und zwangen den Fürstabt damit zum einen zu einem (ergebnislosen) Vergleichstag mit Landgräfin Anna von Hessen und zur Einladung des ersten Landtags im März 1516, um dort Rechenschaft für seine Politik zu fordern.
Am Landtag nahmen Kapitel, Ritterschaft und Städte teil. Die Stände forderten die Einsetzung eines Koadjutors (benannt wurde der erst 13-jährige Johann von Henneberg, dessen Vater Wilhelm für ihn sprach) und den Rückzug des Fürstabtes auf eine rein formale Rolle. Der Fürstabt sollte über seine persönlichen Ausgaben dem Landtag rechenschaftspflichtig sein.
Der Fürstabt flüchtete am 9. März 1516 nach Hammelburg und suchte nun die Unterstützung bei Landgräfin Anna (der er die Inkorporationsurkunde übergab) und dem Mainzer Erzbischof. Mainz lud zu einem Vergleichstag in Aschaffenburg ein, der keine Einigung brachte. Am 16. August 1516 beschloss das Kapitel nach Rücksprache mit Ritterschaft und Städten, für den Fall des Rücktritts oder Todes Hartmanns Hennemann zum Abt zu wählen.
Nach langen Verhandlungen kam es am 23. April 1518 in Mainz zu einem Vergleich zwischen Hartmann und Dechant und Kapitel, auch Ritterschaft und Landschaft des Stifts Fulda. Dechant Philipp Schenck zu Schweinsberg wurde weltlicher, Propst Eberhard von Buches geistiger Herrscher. Hartmann behielt nur eine formelle Oberhoheit und erhielt definierte Einkünfte. 1521 trat Hartmann zurück und Johann von Henneberg 1522 wurde als Nachfolger vom Kapitel gewählt.
Eine weitere Stärkung der Rolle der Stände ergab sich nach den Bauernaufständen 1525. Mit Vertrag vom 22. April 1525 gab Johann den Forderungen der Aufständischen nach, bewegte jedoch gleichzeitig Philipp von Hessen zu einem militärischen Eingreifen. Hierdurch gelangte Johann zwar zu seiner Herrschaft zurück, musste sich aber zu hohen Zahlungen an Philipp verpflichten. Diese und später die Reichssteuerforderungen wegen der Türkenkriege zwangen den Abt bis 1662 zu regelmäßiger institutionalisierter Einberufung der Stände. Nach 1662 kam es noch am 20. Juni 1702 und 25. Juni 1716 zu Landtagen.
Mit wenigen Ausnahmen fanden die Landtage in Fulda im Schloss, ab Mitte 17. Jahrhundert im Rathaus statt.
Ende des 17. Jahrhunderts endete die Macht der Landstände (auch wenn sie auf dem Papier noch bis zum Ende des HRR bestanden). Die Macht ging im Geiste das Absolutismus an den Fürstbischof über. Insbesondere die Kernaufgabe der Stände, die Steuerbewilligung, verlor an Bedeutung. Das Steuersystem war systematisiert worden und die Steuereintreibung in der Hofkammer zusammengefasst. Die Stände blieben zwar bestehen, wurden jedoch nicht mehr zu Landtagen einberufen. Das (inzwischen zum Fürstbistum erhobene) Stift Fulda wurde mit dem Reichsdeputationshauptschluss 1803 aufgehoben und fiel an Nassau-Oranien. 1806 wurde das Gebiet Teil des Großherzogtums Frankfurt. Dort bestand die Ständeversammlung des Großherzogtums Frankfurt, die damit indirekt Nachfolger der fuldaischen Stände wurde.

## Kurien
Zunächst bestanden die drei Kurien des Klerus (hier: des Kapitels), der Ritterschaft und der Städte. Ab 1599 werden die Kollegiatstifte als vierte Kurie genannt. Es handelte sich um Weltgeistliche, die nach ordensähnlichen Regeln leben und in bestimmten Bezirken seelsorgerisch tätig wurden.